# قطعنامه ۱۹۱۹ شورای امنیت
قطعنامه  ۱۹۱۹ شورای امنیت سازمان ملل متحد که در تاریخ ۲۹ آوریل ۲۰۱۰ تصویب شد، سندی بین‌المللی دربارهٔ بررسی وضعیت در سودان است. این قطعنامه طی نشست ۶۳۰۴ام با ۱۵ رای موافق، ۰ مخالف و ۰ ممتنع تصویب شد.